# Benjamin Ross
Benjamin Ross (Londra, 1964) è un regista britannico.

## Biografia
Benjamin Ross è cresciuto a Londra e ha studiato lingua e letteratura inglese al St Catherine's College di Oxford. Tra i suoi primi approcci all'attività cinematografica vi è un documentario girato in 8mm sulla prostituzione maschile a Piccadilly Circus.

## Filmografia

### Produttore
- The Young Kieslowski, regia di Kerem Sanga (2014)

### Regista

#### Cinema
- My Little Eye - cortometraggio (1992)
- Il manuale del giovane avvelenatore (The Young Poisoner's Handbook, 1995)
- RKO 281 - La vera storia di Quarto potere (RKO 281, 1999)
- Torte Bluma - cortometraggio (2005)
- Guilty Hearts (2006)
- Thorne: Scaredycat (2010)

#### Televisione
- Poppy Shakespeare - film TV (2008)
- Trial & Retribution - serie TV, episodi 12x05, 12x06 (2009)
- The Frankenstein Chronicles - serie TV, 6 episodi (2015)

### Sceneggiatore
- My Little Eye regia di Benjamin Ross - cortometraggio (1992)
- Il manuale del giovane avvelenatore (The Young Poisoner's Handbook), regia di Benjamin Ross (1995)
- The Frankenstein Chronicles - serie TV, 6 episodi (2015)